# 2001 QV297
2001 QV297 est un objet transneptunien de la famille des cubewanos.

## Caractéristiques
2001 QV297 mesure environ 242 kilomètres de diamètre, son arc d'observation est très faible, son orbite est donc mal connue.